# Semicassis faurotis
Semicassis faurotis is een slakkensoort uit de familie van de Cassidae. De wetenschappelijke naam van de soort is voor het eerst geldig gepubliceerd in 1888 door Jousseaume.